# Johannes Steinhoff
Johannes Steinhoff (15 september 1913 – 21 februari 1994) was een Duits gevechtspiloot die tijdens de Tweede Wereldoorlog 176 vliegtuigen neerhaalde. Na de oorlog speelde hij een belangrijke rol bij de wederopbouw van de Duitse Bundeswehr. Van 1966 tot 1970 was hij opperbevelhebber van de Duitse Luchtmacht en van 1971 tot 1974 was hij zelfs opperbevelhebber van de NAVO.

## Biografie
Johannes Steinhoff studeerde filologie maar moest deze studie na twee jaar vanwege geldgebrek opgeven. Hierna meldde hij zich in 1933 aan bij de pas opgerichte Luftwaffe.
Steinhoff volgde eerst een officiersopleiding en kreeg daarna zijn opleiding tot jachtpiloot. Nadat beide opleidingen voltooid waren, werd hij in 1935 benoemd tot luitenant-vlieger. In 1937 was hij een van de eerste piloten die werden opgeleid om de nieuwe Messerschmitt Bf 109 te kunnen besturen.

## Tweede Wereldoorlog
In 1939, kort na de Britse oorlogsverklaring aan Duitsland, vloog Steinhoff verkenningsvluchten boven de Noordzee. Hij wist twee Vickers Wellington-bommenwerpers neer te schieten die de Duitse scheepswerven bij Wilhelmshaven moesten bombarderen. In februari 1940 werd hij benoemd tot Hauptmann (kapitein) en kreeg hij het bevel over zijn eigen Staffel. Dit was een team van twaalf vliegtuigen. Negen van deze Staffels vormden een Geschwader. Steinhoff werd ingedeeld bij Jachtgeschwader 52 (JG52).
In de slag om Frankrijk schoot hij twee Hawker Hurricane-vliegtuigen en een Spitfire neer. In de slag om Engeland schoot hij opnieuw drie Spitfires neer. Steinhoff was inmiddels onderscheiden met 1e en 2e klasse van het IJzeren Kruis. Tussen september 1940 en april 1941 was Steinhoff actief als instructeur van jonge piloten.
Vanaf juli 1941 nam hij deel aan de verovering van Rusland. Steinhoff had inmiddels al meer dan duizend vlieguren gemaakt en zat al acht jaar bij de Luftwaffe. Hij behoorde hiermee tot de oudste en meest ervaren piloten aan het Oostfront. Met de snelle en goed bewapende Messerschmitt 109 vocht hij tegen minder goed getrainde Russische piloten in technisch zwakkere vliegtuigen. Omdat de Russische tegenstanders veel talrijker waren, vonden confrontaties meerdere keren per dag plaats. Hierdoor steeg het aantal luchtoverwinningen van Steinhoff razendsnel: alleen al de eerste maand van operatie Barbarossa (juli tot juli 1941) claimde hij 28 overwinningen. In de daaropvolgende maand (juli tot augustus 1941) schoot hij opnieuw 35 vliegtuigen neer. Op 10 augustus 1941 had Johannes Steinhoff in totaal 71 vliegtuigen neergeschoten en hij werd onderscheiden met het Ridderkruis van het IJzeren Kruis.
Tussen augustus 1941 tot maart 1943 bleef Steinhoff actief aan het Oostfront. In deze 19 maanden durende periode schoot hij nog 87 vliegtuigen neer. De Russen kregen echter steeds meer de overhand in hun eigen luchtruim. De Duitsers werden steeds vaker geplaagd door brandstof- en munitietekorten. Steinhoff werd in deze periode meerdere keren zelf neergeschoten maar wist telkens een noodlanding achter zijn eigen linies te maken. Tweemaal raakte hij hierbij zwaargewond.
In maart 1943 werd hij benoemd tot Oberst (kolonel) en kreeg het bevel over Jachtgeschwader 77 (JG77). Met dit nieuwe Geschwader vocht hij boven de Middellandse Zee tegen Amerikaanse en Britse vliegtuigen. Omdat Steinhoff zelf leiding gaf aan het Geschwader, deed hij slechts sporadisch mee aan de luchtgevechten. In juli 1944 werd Steinhoff onderscheiden met de zwaarden bij het Ridderkruis. Hij kreeg deze onderscheiding voor zijn uitstekende leiderschap over JG24.
In januari 1945 vroeg Steinhoff overplaatsing naar het straaljagereskader van Adolf Galland. Steinhoff nam met een Messerschmitt Me 262 weer volop deel aan luchtgevechten. In de laatste maanden schoot hij nog zes vijandige toestellen neer. Op 18 april 1945 vond een afschuwelijk ongeval plaats. Steinhoff wilde met zijn 262 opstijgen, maar een van de straalmotoren explodeerde. Steinhoff werd door baanpersoneel uit de brandende cockpit getrokken maar had in zijn gezicht en op zijn handen derdegraads brandwonden. Hij hield hieraan levenslange verminkingen over.

## Na de oorlog
In 1956 werd Steinhoff door de West-Duitse regering gevraagd om een nieuwe Luftwaffe op te bouwen. Samen met Günther Rall nam hij deze taak aan. Steinhoff begon zijn nieuwe functie met de rang waarmee hij in de Tweede Wereldoorlog was geëindigd: kolonel. Hij klom vervolgens op tot generaal. Van 1966 tot 1970 was hij opperbevelhebber van de Duitse Luftwaffe en daarna van 1971 tot 1974 commandant van de NAVO. Steinhoff ging 1974 op 61-jarige leeftijd met pensioen. In deze laatste jaren schreef hij diverse boeken over de luchtvaart in de Tweede Wereldoorlog. Hij stierf in 1994 een natuurlijke dood en liet een vrouw en dochter na.

## Militaire loopbaan
Kriegsmarine
- Seeflieger:

Luftwaffe
- Fahnenjunker:
- Leutnant:
- Oberleutnant:
- Hauptmann:
- Major:
- Oberstleutnant:
- Oberst:

Bunderwehr
- Oberst:
- Brigadegeneral:
- General:

## Decoraties
- Ridderkruis van het IJzeren Kruis op 30 augustus 1941 als Oberleutnant en Staffelkapitän van de 4./JG 52[2]
- Ridderkruis van het IJzeren Kruis met Eikenloof (nr. 115) op 2 september 1942 als Hauptmann en Gruppenkommandeur van de II./JG 52[2]
- Ridderkruis van het IJzeren Kruis met Eikenloof en Zwaarden (nr. 82) op 28 juli 1944 als Oberstleutnant en Geschwaderkommodore van JG 77[2]
- IJzeren Kruis 1939, 1e klasse en 2e klasse in 1940[3]
- Gewondeninsigne 1939 in goud, zilver en zwart
- Ehrenpokal für besondere Leistung im Luftkrieg[4]
- Gesp voor Gevechtsvluchten aan het Front voor jachtvliegers in goud met getal "900"
- Gezamenlijke Piloot-Observatiebadge
- Anschlussmedaille[3]
- Medaille ter Herinnering aan de 13e Maart 1938[3]
- Medaille Winterschlacht im Osten 1941/42[3]
- Dienstonderscheiding van Leger en Marine voor (4 dienstjaren)[3]
- Grote Kruis van Verdienste met Ster en Grootlint in de Orde van Verdienste van de Bondsrepubliek Duitsland op 4 juli 1972
- Legioen van Verdienste in 1970
- Commandeur in het Legioen van Eer in maart 1972
- Grootofficier in de Orde van Verdienste in 1972

In 1990 werd de voormalige luchthaven Berlin-Gatow omgedoopt in General Steinhoff-kazerne op het moment van overdracht aan de Bundeswehr. En op 18 september 1997 kreeg Jagdgeschwader 73 van de Luftwaffe de naam "Steinhoff" ter ere van de generaal. Steinhoff was een van slechts een handvol piloten die op deze manier werd geëerd; anderen waren Manfred von Richthofen en Max Immelmann.